# Дијабло (Калифорнија)
Дијабло (енгл. Diablo) насељено је место без административног статуса у америчкој савезној држави Калифорнија.

## Демографија
По попису из 2010. године број становника је 1.158, што је 170 (17,2%) становника више него 2000. године.
| Група             | 2000.       | 2010.         |
| Белци             | 909 (92,0%) | 1.035 (89,4%) |
| Афроамериканци    | 6 (0,6%)    | 1 (0,1%)      |
| Азијати           | 29 (2,9%)   | 55 (4,7%)     |
| Хиспаноамериканци | 35 (3,5%)   | 39 (3,4%)     |
| Укупно            | 988         | 1.158         |